# Село і люди (гурт)
«Село і люди» — український рок-гурт, що виник 2002 року в Харкові. Учасники третього сезону шоу «Україна має талант». Основна ідея, яка згуртувала навколо себе чотирьох серйозних чоловіків — це стьоб. Музиканти в групі багаторазово змінювалися, а от ідея залишилася. Репертуар — кавер-версії англомовних хітів. В арсеналі групи понад 30 композицій, серед яких як рок-хіти, так відомі поп-мелодії. Акордеон, балалайка, бас, барабани та гарне почуття гумору — основні інструменти колективу. У підсумку, як кажуть самі музиканти, виходить музика в стилі «колгоспний рок». Його рецепт досить простий: відома мелодія + народні інструменти + текст пісні, який відтворюється так само, як чується (не залежно від того, як правильно) + чотири професійні музиканти в сімейних трусах і тільниках. На їхніх концертах глядачі не сидять на місці. Тому що це оригінально, весело і завзято.

## Склад гурту
- Олександр Гончаров (аккордеон, вокал);
- Черемісін Микита / Сергій Мітус (балалайка);
- Олександр Раєв / Юрій Панченко (бас-гітара, бек-вокал);
- Дмитро Петрук (барабани, перкусія, бек-вокал)

## Колишні учасники колективу
- Юрій Панченко (балалайка);
- Іван Герасевич (бас-гітара);
- Тимур Шетілов (бас-гітара);
- Артем Калинін (барабани, перкусія, бек-вокал)

## Переспіви
- 2010 «It's My Life» на мотив Bon Jovi та Dr.Alban
- 2010 «I Want To Break Free» на мотив Queen
- 2011(?) "In The Army Now" на мотив Status Quo
- 2011 «Pretty Woman» на мотив Roy Orbison
- 2011 «Enter Sandman» на мотив Metallica
- (20??) «I Can't Get No (Satisfaction)» The Rolling Stones
- 2015 "Losing My Religion" на мотив R.E.M.
- 2015 "Белые Розы" кавер Ласковый Май
- 2016 "You're my heart, you're my soul" на мотив Modern Talking